# Plonéour-Lanvern
 Plonéour-Lanvern  (en bretón Ploneour-Lanwern) es una población y comuna francesa, situada en la región de Bretaña, departamento de Finisterre, en el distrito de Quimper y cantón de Plogastel-Saint-Germain.

## Demografía
| 4208 | 4087 | 4364 | 4508 | 4619 | 4800 |
| Para los censos de 1962 a 1999 la población legal corresponde a la población sin duplicidades (Fuente: INSEE [Consultar]) |      |      |      |      |      |